# الإحساس والمرجعية
في فلسفة اللغة، كان الأهم بين الإحساس والمرجع ابتكارًا للفيلسوف وعالم الرياضيات الألماني جوتلوب فريج في عام 1892 (في ورقته «في المعنى والمرجع»؛ الألمانية: "Über Sinn und Bedeutung")، يعكس الطريقتان يعتقد أن مصطلح مفرد قد يكون له معنى.
المراجع (أو «المرجع»؛ Bedeutung) لاسم مناسب هو الكائن الذي يعنيه أو يشير إلى (bedeuten)، في حين أن معناه (Sinn) هو ما يعبر عنه الاسم. مرجع الجملة هو قيمتها الحقيقية، في حين أن معناها هو الفكرة التي تعبر عنها. برر Frege التمييز بعدة طرق.
1. المعنى هو شيء يمتلكه الاسم، سواء كان له مرجع أم لا. على سبيل المثال، الاسم «Odysseus» واضح، وبالتالي له معنى، على الرغم من عدم وجود كائن فردي (مرجعه) يتوافق مع الاسم.
2. تختلف معاني الأسماء. جادل فريج أنه إذا كان بيان الهوية مثل «Hesperus هو نفس الكوكب مثل الفوسفور» يجب أن يكون إعلاميًا، يجب أن يكون للأسماء المناسبة التي تحيط بعلامة الهوية معنى أو معنى مختلفين. ولكن من الواضح، إذا كان البيان صحيحًا، فيجب أن يكون لديهم نفس المرجع.[1] المعنى هو «وضع العرض»، الذي يعمل على إلقاء الضوء على جانب واحد فقط من المرجع.[2]

يمكن تتبع الكثير من الفلسفة التحليلية لفلسفة فريج للغة. أدت وجهات نظر فريج حول المنطق (أي فكرته بأن بعض أجزاء الكلام تكتمل في حد ذاتها، وتماثل حجج وظيفة رياضية) إلى وجهات نظره حول نظرية مرجع.

## خلفية
طور Frege نظريته الأصلية للمعنى في الأعمال المبكرة مثل Begriffsschrift (السيناريو المفاهيمي) لعام 1879 و Grundlagen (أسس الحساب) لعام 1884. في هذه النظرية، يتكون معنى الجملة الكاملة من كونها صحيحة أو خاطئة،  ومعنى كل تعبير مهم في الجملة هو كيان خارج اللغة أطلق عليه Frege اسمها Bedeutung، بمعنى أو معنى حرفيًا، ولكن تم تقديمه بواسطة Frege's المترجمون كمرجع، مرجع، M eaning ، nominatum، إلخ. يفترض فريج أن بعض أجزاء الكلام تكتمل في حد ذاتها، وهي مماثلة لحجج وظيفة رياضية، لكن الأجزاء الأخرى غير مكتملة، وتحتوي على مكان فارغ، عن طريق القياس مع الوظيفة نفسها. وهكذا ينقسم «قيصر غزا» إلى المصطلح الكامل «قيصر»، الذي مرجعه قيصر نفسه، والمصطلح غير المكتمل «- غزو مقيد»، الذي يشير مرجعه إلى مفهوم. فقط عندما يتم ملء المكان الفارغ باسم صحيح، يظهر مرجع الجملة المكتملة - قيمة صحتها -. تشرح هذه النظرية المبكرة للمعنى كيف تعتمد أهمية الجملة أو مرجعها (قيمة حقيقته).

## المعنى

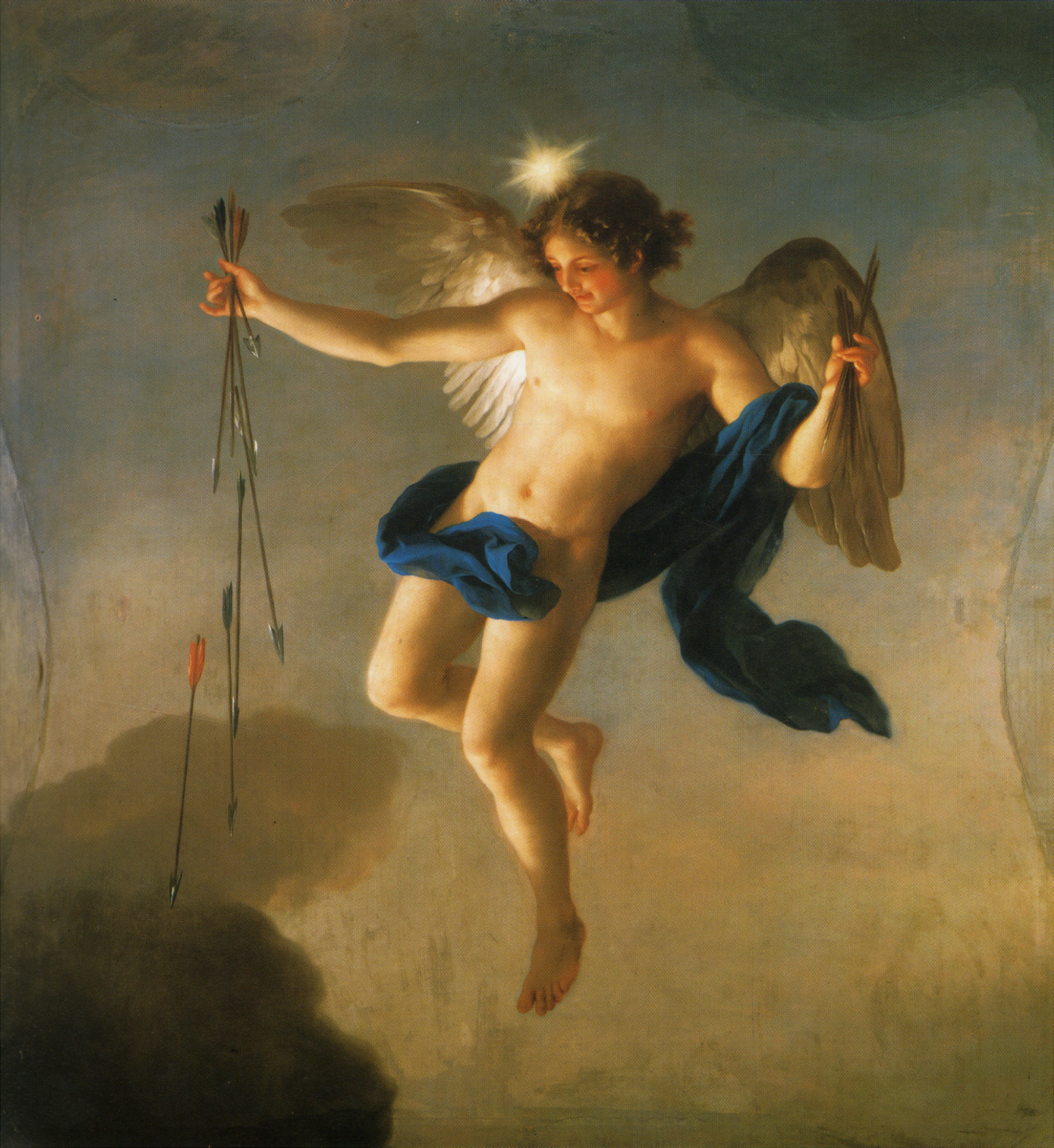
هيسبيروس

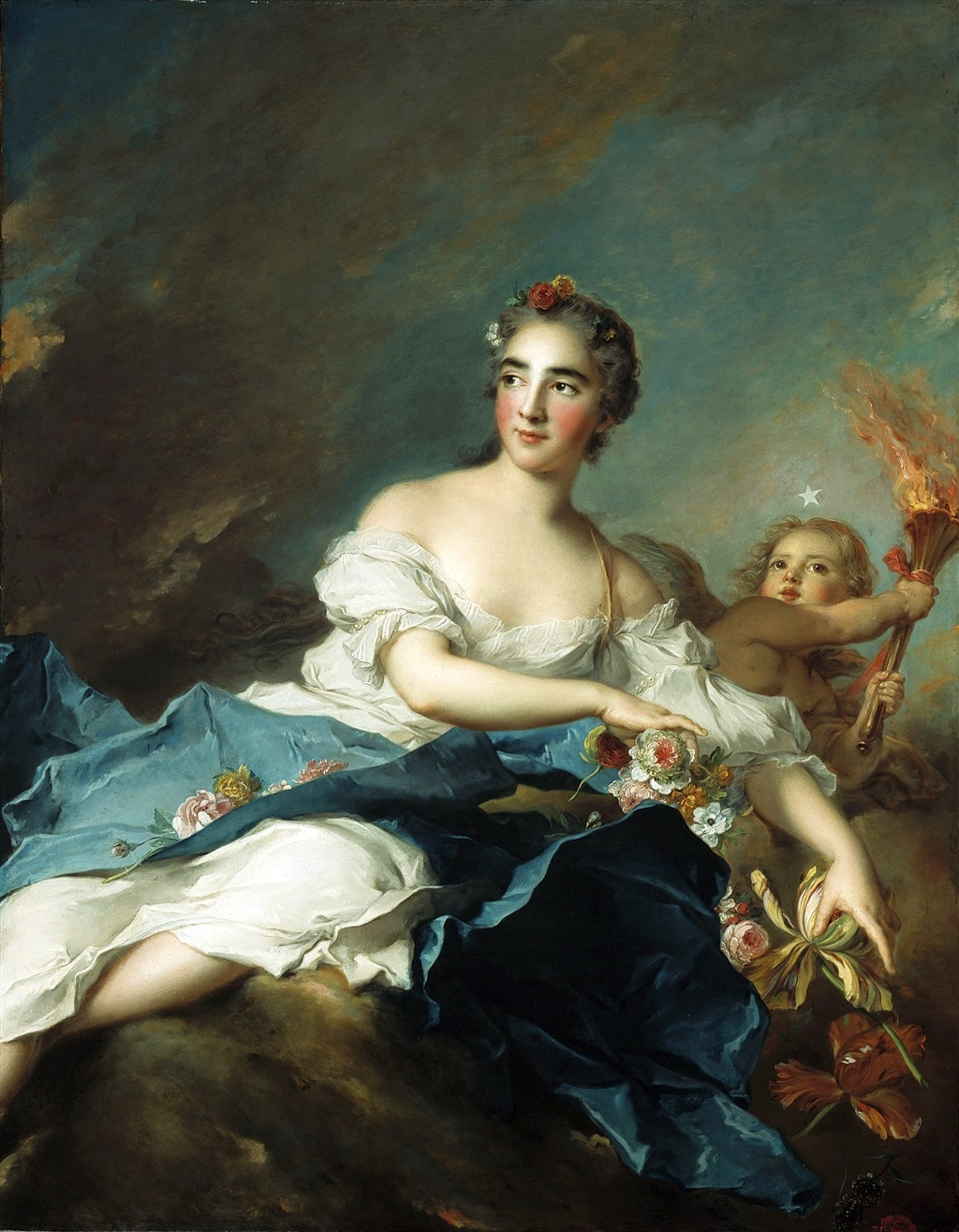
الفسفور

قدم فريج فكرة «المعنى» (بالألمانية: Sinn) لاستيعاب الصعوبات في نظريته المبكرة للمعنى. :965
بدايتآ، إذا كانت أهمية الجملة بأكملها تتكون من قيمة الحقيقة الخاصة بها، فيتبع ذلك أن الجملة سيكون لها نفس الأهمية إذا استبدلنا كلمة من الجملة بإشارة واحدة متطابقة، لأن هذا لن يغير قيمتها الحقيقية. يتم تحديد مرجع الكل بمرجع الأجزاء. إذا كانت نجمة المساء لها نفس مرجع نجمة الصباح، فيتبع ذلك أن نجمة المساء هي جسم مضاء بالشمس لها نفس قيمة الحقيقة مثل نجمة الصباح هي جسم مضاء بالشمس. ولكن من الممكن أن يعتقد شخص ما أن الجملة الأولى صحيحة بينما يعتقد أيضًا أن الجملة الثانية خاطئة. ولذلك، فإن الفكر المقابلة لكل جملة لا يمكن أن يكون مرجعها، ولكن شيئا آخر، والذي دعا فريجه معانيها.
ثانيًا، الجمل التي تحتوي على أسماء صحيحة بدون مرجع لا يمكن أن يكون لها قيمة حقيقة على الإطلاق. فإن عبارة «أوديسيوس تم تعيينها على الشاطئ في إيثاكا بينما يبدو نائماً» من الواضح أن لها معنى، على الرغم من عدم وجود إشارة إلى «أوديسيوس». لا يزال الفكر كما هو سواء كان لدى أوديسيوس مرجع أم لا.  علاوة على ذلك، لا يمكن للفكرة أن تحتوي على الأشياء التي تدور حولها. على سبيل المثال، لا يمكن أن يكون مونت بلانك، «بحقوله الثلجية» أحد مكونات الفكر بأن مونت بلانك يبلغ ارتفاعه أكثر من 4000 متر. ولا يمكن أن تحتوي فكرة إتنا على كتل من الحمم الصلبة.
فكرة فريج للحس غريبة إلى حد ما، وقد توصل الفريجيون الجدد إلى مرشحين مختلفين لدورها. تعامل الحسابات المستندة إلى عمل كارناب  والكنيسة  المعنى على أنه نية، أو وظيفة من العوالم المحتملة إلى الامتدادات. قصد «عدد الكواكب» هو وظيفة تحدد أي عالم محتمل لعدد الكواكب في ذلك العالم. يوفر جون ماكدويل أدوارًا معرفية ومرجعية. يتعامل مايكل ديفيت مع الحواس على أنها سلاسل سببية تاريخية تربط الأسماء بالمراجع، مما قد يؤدي ذلك «التأريض» المتكرر في حساب كائن للتغيير المرجعي.

## العقل والوصف
في نظريته عن الأوصاف، رأى برتراند راسل أن معظم الأسماء الصحيحة في اللغة العادية هي في الواقع أوصاف محددة مقنعة. يمكن فهم «أرسطو» على أنه «تلميذ أفلاطون ومعلم الإسكندر»، أو بواسطة وصف آخر لتطبيق فريد. يُعرف هذا بالنظرية الوصفية للأسماء. نظرًا لأن Frege استخدم أوصافًا محددة في العديد من أمثلة، فغالبًا ما يتم اعتماده لتأييد النظرية الوصفية. تم الخلط بين نظرية الأوصاف لراسل ونظرية فريج للمعنى، وبالنسبة لمعظم القرن العشرين كانت وجهة نظر «فريج-راسيل» هذه هي النظرة الأرثوذكسية لمعاني الاسم المناسبة. ومع ذلك، جادل سول كريبك بشكل قهري ضد النظرية الوصفية. وفقًا لـ Kripke ،  :48–49 الأسماء المناسبة هي أسماء جامدة تحدد الشيء نفسه في كل عالم ممكن. إن الأوصاف مثل «رئيس الولايات المتحدة عام 1969» لا تعين نفس الشيء في كل عالم ممكن. مثل، شخص آخر غير ريتشارد نيكسون، أو ربما كان ليندون جونسون رئيسًا عام 1969. لذ لا يمكن أن يكون الوصف (أو مجموعة الأوصاف) مميزًا جامدًا، لا يمكن أن يعني الاسم الصحيح نفس الوصف. :57
ومع ذلك، فقد تم رفض القراءة الوصفية الروسية للفريج من قبل العديد من العلماء، على وجه الخصوص من قبل غاريث إيفانز في أصناف المرجع  وجون ماكدويل في «الشعور والمرجع للاسم المناسب»،  بعد مايكل دوميت، الذي جادل في أن فكرة Frege للمعنى لا ينبغي أن تكون معادلة مع الوصف. قام إيفانز بتطوير هذا الخط، بحجة أن الإحساس بدون مرجع غير ممكن. اتخذ هو وماكدويل كلاهما الخطاب القائل بأن مناقشة فريج للأسماء الفارغة، وفكرة المعنى بدون مرجع، غير متناسقة، وأن تأييده الواضح للوصف يعتمد فقط على عدد قليل من الملاحظات غير الدقيقة وربما المرتجعة. وكلا نقطة القوة التي التمييز الشعور مرجعية لديه ، حتى إذا لم يتم منحها القراءة.

## ترجمةBedeutung
كما هو موضح أعلاه، قام مترجمي Frege بتسليم الألمانية Bedeutung بطرق مختلفة. تم استخدام مصطلح "المرجع" على نطاق واسع، ولكن هذا فشل في التقاط معنى الألمانية الأصلية ("المعنى" أو "الأهمية")، ولا يعكس قرار توحيد المصطلحات الرئيسية عبر الإصدارات المختلفة من أعمال Frege المنشورة بواسطة بلاكويل. استند القرار إلى مبدأ الحيادية التفسيرية، وهو أنه "إذا كان هناك أي نص في أي نقطة في النص يطرح على المتحدث الأصلي أسئلة مشروعة في التفسير، فعندئذ، إذا أمكن، يجب على المترجم أن يسعى لمواجهة قارئ روايته مع نفس أسئلة التفسير ولا ينتج نسخة في ذهنه تحل تلك الأسئلة '. يأخذ مصطلح "المعنى" بشكل أفضل المعنى الألماني القياسي لـ Bedeutung ، واستعمال Frege الخاص للمصطلح يبدو غريباً عند ترجمته إلى الإنجليزية كما هو الحال في الألمانية. يعني "المعنى" استعمل Frege المبكر لـ Bedeutung جيدًا،  وسيكون من الصعب ترجمة استخدام Frege المبكر على أنه "المعنى" واستخدامه لاحقًا كـ "مرجع"، مما يشير إلى تغيير في المصطلحات في اللغة الألمانية الأصلية.

## الأسلاف

### المطهرات
الفيلسوف اليوناني Antisthenes ، تلميذ سقراط، على ما يبدو فضل «كائن عام يمكن محاذاة مع معنى الكلام» من «كائن معين من مرجع موسع». «يشير إلى أنه يميز بين المعنى والمرجع». :20 الأساس الرئيسي لهذا الادعاء هو اقتباس في «تعليقات ألكسندر عن مواضيع أرسطو» ألكسندر لأفروديسيا مع تمييز ثلاثي:
1. الوسط الدلالي، δι 'ὧν λέγουσι
2. كائن خارج الوسط الدلالي περὶ οὗ λέγουσιν
3. إشارة مباشرة لشيء ما σημαίνειν. . . τὸ. ..[22]

### الرواقية
تشير النظرية الرواقية لللكتا إلى تشابه بين الكلام والشيء الذي يشير إليه الخطاب، على أنهما يختلفان عن الكلام نفسه. أنه توقع للتمييز بين المعنى والمرجع. :23

### جون ستيوارت ميل
الخلط التمييز الشعور مرجعية عادة مع أن ما بين دلالة ودلالة، والذي ينشأ مع جون ستيوارت ميل. وفقًا لميل، يشير مصطلح شائع مثل «أبيض» إلى جميع الأشياء البيضاء، مثل الثلج والورق. ولكن وفقًا لفريج، فإن المصطلح المشترك لا يشير إلى أي شيء أبيض فردي، بل يشير إلى مفهوم تجريدي . يجب أن نميز بين علاقة المرجع، التي تحمل بين الاسم الصحيح والشيء الذي تشير إليه، مثل بين اسم «الأرض» وكوكب الأرض، وعلاقة «الوقوع»، مثل عندما تكون الأرض يقع تحت مفهوم الكوكب . علاقة الاسم الصحيح بالكائن الذي تحدده علاقة مباشرة، في حين أن كلمة مثل «كوكب» ليس لها علاقة مباشرة بالأرض على الإطلاق، ولكن فقط بمفهوم تقع الأرض تحته. علاوة على ذلك، فإن الحكم على أي شيء يقع ضمن هذا المفهوم ليس بأي حال من الأحوال جزءًا من معرفتنا بما تعنيه كلمة «كوكب». التمييز بين الدلالة والدلالة أقرب إلى ذلك بين المفهوم والموضوع، من ذلك بين «الإحساس» و «المرجع».